# Полет, Сибрен
Сибрен Полет, настоящее имя Сибе Миннема (нидерл. Sybren Polet, Sybe Minnema; 19 июня 1924, Кампен - 19 июля 2015) — нидерландский поэт, прозаик, переводчик.

## Биография и творчество
Много путешествовал по миру. С начала 1950-х годов жил в Стокгольме, где переводил драмы Стриндберга и современную шведскую поэзию, на Канарских островах и др. Издавал литературный журнал Подиум (1952—1965). Принадлежал к поколению пятидесятников. Экспериментатор в стихах и прозе, нередко обращается к популярным жанрам (детектив, научная фантастика).

## Произведения
Стихи
- Genesis (1946)
- Demiurgasmen (1953)
- Organon (1958)
- Geboorte-Stad (1958)
- Lady Godiva op scooter (1960)
- Konkrete poëzie (1962)
- Persoon/Onpersoon (1971)
- Illusie & Illuminatie (1975)
- Gedichten I (1977)
- Taalfiguren 1 & 2 (1983)
- Taalfiguren 3 & 4 (1995)
- Gedichten 1998—1948 (2001)
- Avatar, Avader (2006)
- Binnenstebuitenwereld (2008)

Романы
- De Steen (1957)
- Breekwater (1961)
- Mannekino (1968)
- De Sirkelbewoners (1970)
- Xpertise, of De experts en het rode lampje (1978)
- De andere stad, een labyrint (1994)
- De hoge hoed der historie, een geschiedboek (1999)

Эссе
- Literatuur als werkelijkheid. Maar welke? (1972)

Автобиография
Een geschreven leven 1-3 (2004—2005)

## Признание
Лауреат премии Амстердама (1959), премии Константейна Хёйгенса за совокупность творчества (2003) и других наград. Произведения С. Полета переведены на английский, немецкий, датский, шведский, венгерский языки. На его стихи писал музыку Луи Андриссен.